# Renata Kokowska
Renata Pyrr-Kokowska (ur. 4 grudnia 1958 w Głubczynie) – polska lekkoatletka, biegaczka. Reprezentowała klub Orzeł Wałcz, później występowała jako niestowarzyszona.

## Kariera
Jako pierwsza z polskich biegaczek wpisała się na listę zwyciężczyń wielkich maratonów. Miejsce w historii światowych biegów ulicznych zapewniły jej trzy zwycięstwa w Maratonie Berlińskim (1988, 1990, 1993). W 1990 zwyciężyła również w maratonie w Amsterdamie.
5-krotna rekordzistka Polski (10 000 m, maraton), 11-krotna mistrzyni Polski (3000 m, 5000 m, 10 000 m, biegi przełajowe).
Uczestniczka MŚ w Rzymie (1987) i MŚ w biegach przełajowych (5. miejsce w drużynie w 1978). Szósta zawodniczka Pucharu Świata w maratonie (Londyn 1991 - 2:30.12). W rankingu Track and Field News sklasyfikowana w maratonie na 7. miejscu w 1990 i 10. w 1991. 
Rekordy życiowe:
- 800 m - 2:06.5 (1978)
- 1000 m - 2:41.7 (1987)
- 1500 m - 4:13.91 (1984)
- 3000 m - 9:00.24 (1986)
- 5000 m - 15:56.19 (1986)
- 10 000 m - 33:00.60 (1987)
- maraton - 2:26:20 (1993 Berlin)